# 巌崎健造
巌崎 健造（いわさき けんぞう、天保12年9月1日（1841年10月15日） - 大正2年（1913年）10月2日）は、囲碁の棋士。武蔵国出身、9世安井算知門下、八段。元の名は海老沢健造。方円社3代目社長として、碁界のもう一方の本因坊秀栄とともに明治後半の囲碁界を取り仕切り発展に努めた。

## 経歴
多摩郡田無村（現・東京都西東京市）の旅人宿の次男に生まれ、幼名は鍋吉。父や親戚の影響で7歳の頃から囲碁を嗜んだ。家が零落したため8歳の時に新座郡新倉村東福寺に預けられ忍治となる。和尚実願の碁の相手をしていたが、実願は才能を見て太田雄蔵に弟子入りさせ、当時本因坊秀和に星目で打ち1目勝している。12歳の頃に実願が大病にかかった際には、近隣にて賭碁で薬代を稼いだともいう。13歳の時に実願が死去したため、江戸に出て芝の八百屋の小僧になるが、放逐されて郷里に戻り、下畑村の富豪で安井門下二段だった吉澤文蔵の養子となって、改めて安井家に入門、健造と名乗る。
安政4年（1857年）16歳で初段。安政6年（1859年）に本因坊秀策と二子で十番碁を打ち、7勝3敗で先二の手合として四段に進む。文久2年（1862年）に村瀬弥吉に先番で勝って五段昇段。安井家四天王の一人とされた。この頃算知の息子算英の碁を見て稚拙さに手を上げたが、かえって算知に褒められたということもあった。
明治維新後は中川亀三郎らの六人会にも参加するが、かねて知遇を得ていた大久保利通に従い、等外一等官吏として長州に随伴するなどし、東京府消防指図役、神奈川県始審裁判所書記などの官職につき地方を歴任したが、明治15年（1982年）に司法庁所属となって東京での方円社の手合にも参加するようになる。またこの間に郷里で絶家となっていた巌崎家を継ぐ。
明治20年六段。明治25年、本因坊秀甫没後に方円社長となっていた中川亀三郎に請われて方円社の副社長となり、官職も辞す。明治27年（1894年）七段。明治32年（1899年）に中川の後を継いで三代目社長就任、明治39年（1906年）八段昇段。大正元年（1912年）、二代目中川亀三郎（石井千治）を後継社長として引退。翌年73歳で没。門下に木村広造、鈴木為次郎。

### 棋歴
- 明治16年（1883年）、水谷縫次に先で対戦するが、縫次の有名な130手目の妙手にあって敗れる。同年高橋杵三郎と十番碁。
- 明治29年（1896年）、55歳の時、秀栄門下となっていた22歳の田村保寿四段（先）と対局。三日三晩をかけての打ち切りで行い、166手まで白番中押し勝ちとし、保寿は盤側に伏してしまったという。
- 明治32年（1899年）、読売新聞の企画で、大阪方円分社長の泉秀節と電信手合を行い（ジゴ）、人気を博した。

### 方円社運営
方円社は本因坊秀栄との角錐があったが、明治26年（1893年）に方円社が錦町に新館を建設した披露会で、巌崎は秀栄と記念対局を行う。しかしこの碁の「方円新報」掲載時に、当時の方円社の級位制に則り「本因坊秀栄三級」と記したために秀栄は憤慨し、方円社は段位制に戻る。その後、秀栄の力量の向上につれて、本因坊門に多くの棋士が集まり、方円社の塾生もそこに含まれた。また方円社を除名されていた田村保寿も、金玉均の紹介で秀栄門下となった。明治26年には方円社創立から実務に尽した小林鉄次郎が死去、明治28年には秀栄の研究会「四象会」も始まり方円社の棋士も出席するなど、方円社の勢いは鈍り始める。
社長になると財政の改善を進め、神田にあった社屋を下谷区徒町の自宅に移した。明治33年（1900年）には『囲棋初学独習新報』を刊行して、初心者吸収も目指し、当時日清戦争後の経済拡大もあり、経営は安定した。
秀栄は明治39年（1906年）に名人に就位するが、巌崎はこれに異義を唱え、披露会の席上で争碁を申し込むが、巌崎が長考で有名だったこともあって、秀栄が当時筆頭弟子だった田村を代役としたため、巌崎は争碁を撤回した。明治43年（1910年）には東京朝日新聞で三十六段連碁、万朝報で坊門との対抗戦を企画するなど、経営に手腕を発揮した。また鈴木為次郎や瀬越憲作を育て、瀬越の試験手合の相手に鈴木を選び、瀬越の飛び付き三段を認めた。

## 編著書
- 『囲棋大鑑』日昌館 1893年（中川亀三郎、小林鉄次郎と共著）
- 『囲碁段級人名録』方円社 1900年